# Tell Me Why (Neil-Young-Lied)
Tell Me Why ist das Eröffnungsstück auf Neil Youngs Album After the Gold Rush. Der von Young geschriebene Song wurde zum ersten Mal während der Crosby, Stills, Nash und Young-Auftritte 1970 vor der Veröffentlichung von Déjà Vu gespielt und erschien auch auf Live at Massey Hall 1971.

## Komposition und Text
Musikalisch markiert der Song eine Abkehr vom Rock des 1969er Albums Everybody Knows This Is Nowhere und weist mehr Folk- und Country-Einflüsse auf, die sich auf dem 1972er Album Harvest fortsetzen sollten. Die einzigen Instrumente sind zwei Akustikgitarren, gespielt von Young und Nils Lofgren. Bei den Refrains wird er jedoch von den Gesangsharmonien von Crazy Horse unterstützt.Tell Me Why hat eine einfache lyrische Struktur mit zwei Strophen, auf die jeweils eine Bridge und ein Refrain folgen, sowie eine letzte Bridge und ein Refrain vor einem kurzen instrumentalen Outro.
Die Refrainzeile ist die berühmteste Zeile des Liedes und steht stellvertretend für die introspektive und melancholische Natur nicht nur dieses Liedes, sondern des gesamten Albums:

„Tell me why, tell me why/Is it hard to make arrangements with yourself/When you're old enough to repay/but young enough to sell?“

„Sag mir warum, sag mir warum/Ist es schwer, sich mit sich selbst zu arrangieren/Wenn man alt genug ist, um zurückzuzahlen/aber jung genug, um zu verkaufen?“

Young sagte später, er habe aufgehört, es live zu spielen, weil er sich nicht sicher war, ob die berühmten Zeilen etwas bedeuteten. Der Song ist auch wegen dieses Refrains ein Lieblingssong des Red-Hot-Chili-Peppers-Bassisten Flea.
Die Gitarre ist auf D Standard gestimmt – jede Saite ist einen ganzen Ton tiefer gestimmt als die Standardstimmung.

## Coverversionen
Norah Jones hat Tell Me Why gecovert, ebenso wie Radiohead.